# WB Electronics Warmate 2
WB Electronics Warmate 2 – bojowy, bezzałogowy statek powietrzny (UAV - Unmanned Aerial Vehicle) opracowany przez polską firmę WB Electronics, we współpracy z firmą Tawazun ze Zjednoczonych Emiratów Arabskich, przeznaczony, w zależności od używanej na pokładzie głowicy bojowej do rażenia siły żywej lub celów opancerzonych - amunicja krążąca. 

## Historia
Aparat powstał na bazie doświadczeń z eksploatacji i użycia bojowego wcześniejszej konstrukcji firmy, samolotu bezzałogowego WB Electronics Warmate. Samolot został po raz pierwszy zademonstrowany publicznie na odbywających się w 2018 roku Międzynarodowym Salonie Przemysłu Obronnego w Kielcach. Nowa maszyna, oparta na większym płatowcu, charakteryzuje się zwiększeniem w porównaniu do swojego poprzednika istotnych parametrów lotu oraz większymi możliwościami bojowymi. Warmate 2 może przebywać w powietrzu 120 minut. Użytkownik ma do dyspozycji kilka typów głowic bojowych, każda o masie prawie 5 kg, zawierające do 3 kg ładunku bojowego. Wśród wymienianych znajduje się między innymi głowica przeciwpiechotna o 100 metrowym promieniu rażenia i głowica przeciwpancerna, która umożliwia przebicie pancerza typu RHA (Rolled Homogeneous Armour - jednolity pancerz walcowany) o grubości 400 mm lub głowica treningowa. 
Aparat na stałe ma zamontowane dwie kamery światła dziennego i termowizyjną. Umożliwia to realizację zadań w ciągu całej doby. Maszyna zintegrowana jest z mobilnym nośnikiem, którym może być odpowiedni przygotowany samochód, półciężarówka. Pojazd wyposażony jest w automatyczną wyrzutnię z elastomerową procą oraz dwie stacje kontroli. Jedna z nich przeznaczona jest do sterowania aparatem, a druga do kontroli operacji bojowych. Pojazd może być wyposażony w wysuwaną antenę umożliwiającą łączność i przekazywanie danych z i do aparatu w czasie rzeczywistym na dystansie 20 km. Płatowiec ma klasyczną konstrukcję, jest górnopłatem z usterzeniem w kształcie litery T. Maszyna napędzana jest silnikiem elektrycznym ze śmigłem pchającym.
System sterowania samolotu jest w pełni kompatybilny z systemem służącym do kontroli wcześniejszej wersji Warmate. Dzięki temu, to samo stanowisko kontroli misji może realizować zadania wykonywane przez aparaty Warmate i Warmate 2.